# Derek Riordan
Pour les articles homonymes, voir Riordan.
Derek George Riordan, né le 16 janvier 1983 à Édimbourg, est un footballeur international écossais. Il joue au York City

## Biographie
Après avoir été formé à Hibernian FC d'Édimbourg, ce jeune attaquant prometteur rejoint le Celtic FC à l'été 2006.
Lors de la saison 2004/2005 il a terminé deuxième meilleur buteur du championnat avec 20 buts. Il a fait ensuite l'objet de nombreuses convoitises et a notamment refusé des offres de grands clubs européens tel que le FC Kaiserslautern ou le Rangers FC de Glasgow.
Son cœur étant au Celtic FC, il s'est engagé par un pré contrat pour janvier 2007 avec les Hoops finalement transformé en contrat dès le mois de juillet 2006. 
Le 31 août 2008, après deux saisons en demi-teinte, il est racheté par Hibernian.
Le 27 septembre 2012, il signe un contrat de trois en faveur de Bristol Rovers.
À partir de novembre 2013, il s'entraîne avec le club écossais d'Alloa. En février 2014, il est recruté par Alloa jusqu'à la fin de la saison. Il ne joue que deux matches et est quitte le club en fin de saison, à l'issue de son contrat. 
Le 29 janvier 2016, il rejoint York City.

## Palmarès
Hibernian
- Coupe de la Ligue
  - Finaliste : 2004

 Celtic Glasgow
- Scottish League
  - Champion (2) : 2007, 2008
- Coupe d'Écosse
  - Vainqueur (1) : 2007